# Campeonato Italiano de Rugby 2016-17
El Campeonato de Rugby de Italia de 2016-17 fue la 87.ª edición de la primera división del rugby de Italia.

## Sistema de disputa
El torneo se desarrolló en dos etapas, una fase regular en la cual los equipos disputaron encuentros en condición de local y de visitante frente a cada uno de sus rivales.
Luego se disputará una etapa de eliminación directa, en la cual los primeros cuatro equipos de la fase regular clasifican a las semifinales en la búsqueda por el campeonato.
El último equipo en la tabla general desciende directamente a la Serie B.

## Desarrollo
- Tabla de posiciones:[1]

| Pos. | Equipo          | Encuentros | Encuentros | Encuentros | Encuentros | Tantos | Tantos | Tantos | PB | PB | Puntos |
| Pos. | Equipo          | PJ         | PG         | PE         | PP         | F      | C      | Dif    | BO | BD | Puntos |
| ---- | --------------- | ---------- | ---------- | ---------- | ---------- | ------ | ------ | ------ | -- | -- | ------ |
| 1.º  | Rugby Calvisano | 18         | 17         | 0          | 1          | 555    | 248    | +307   | 12 | 1  | 81     |
| 2.º  | Petrarca Padova | 18         | 13         | 1          | 4          | 588    | 280    | +308   | 8  | 2  | 64     |
| 3.º  | Rugby Rovigo    | 18         | 11         | 2          | 5          | 497    | 401    | +96    | 7  | 1  | 56     |
| 4.º  | Viadana         | 18         | 9          | 1          | 8          | 446    | 398    | +48    | 4  | 3  | 45     |
| 5.º  | Fiamme Oro      | 18         | 8          | 0          | 10         | 399    | 336    | +63    | 3  | 8  | 43     |
| 6.º  | San Donà        | 18         | 10         | 1          | 7          | 324    | 426    | -102   | 1  | 0  | 39     |
| 7.º  | Rugby Reggio    | 18         | 6          | 0          | 12         | 323    | 453    | -130   | 4  | 6  | 36     |
| 8.º  | Mogliano        | 18         | 7          | 0          | 11         | 287    | 483    | -196   | 2  | 1  | 31     |
| 9.º  | SS Lazio        | 18         | 3          | 0          | 15         | 386    | 608    | -222   | 7  | 7  | 26     |
| 10.º | Rugby Lyons     | 18         | 3          | 1          | 14         | 242    | 414    | -172   | 0  | 6  | 20     |

|  | Clasificado a Semifinales. |
|  | Descendido a la Serie B.   |

### Semifinales
| Equipo 1        | Equipo 2     | Ida   | Vuelta |
| --------------- | ------------ | ----- | ------ |
| Petrarca Padova | Rugby Rovigo | 18-33 | 28-12  |
| Rugby Calvisano | Viadana      | 12-18 | 47-17  |

### Final
| 27 de mayo de 2017 | Rugby Calvisano | 43 - 29 | Rugby Rovigo |  |  |

| Bandera de Italia       |
| Campeón Rugby Calvisano |
| Sexto título            |